# Princeton Engineering Anomalies Research Lab
Princeton Engineering Anomalies Research Lab (PEAR)) – kontrowersyjne laboratorium na Uniwersytecie Princeton, istniejące w latach 1979–2007, które powstało w miejsce Psychophysical Research Laboratories. 
W laboratorium prowadzone były eksperymenty dotyczące percepcji pozazmysłowej i telekinezy. Kierownikiem grupy PEAR był Robert G. Jahn (1930–2017), były badacz z NASA, ówczesny dziekan Wydziału Inżynieryjnego i Nauk Stosowanych na Uniwersytecie Princeton, fizyk, psycholog i parapsycholog. 
W momencie zapoczątkowania programu Princeton Engineering Anomalies Research głównym celem była rygorystyczna, naukowa analiza interakcji pomiędzy ludzką świadomością a czułymi urządzeniami fizycznymi – zrozumienie roli świadomości w strukturze realizmu fizycznego. 
W laboratorium PEAR przeprowadzono wiele eksperymentów, używając do tego generatorów zdarzeń losowych (m.in. konstrukcji Helmuta Schmidta), eksperyment z robotem REG (ang. REG Robot), a także liczne doświadczenia z „przypadkową kaskadą mechaniczną”, aby testować, czy ludzie mogą wpływać na świat fizyczny swoimi myślami.     